# Водяне колесо

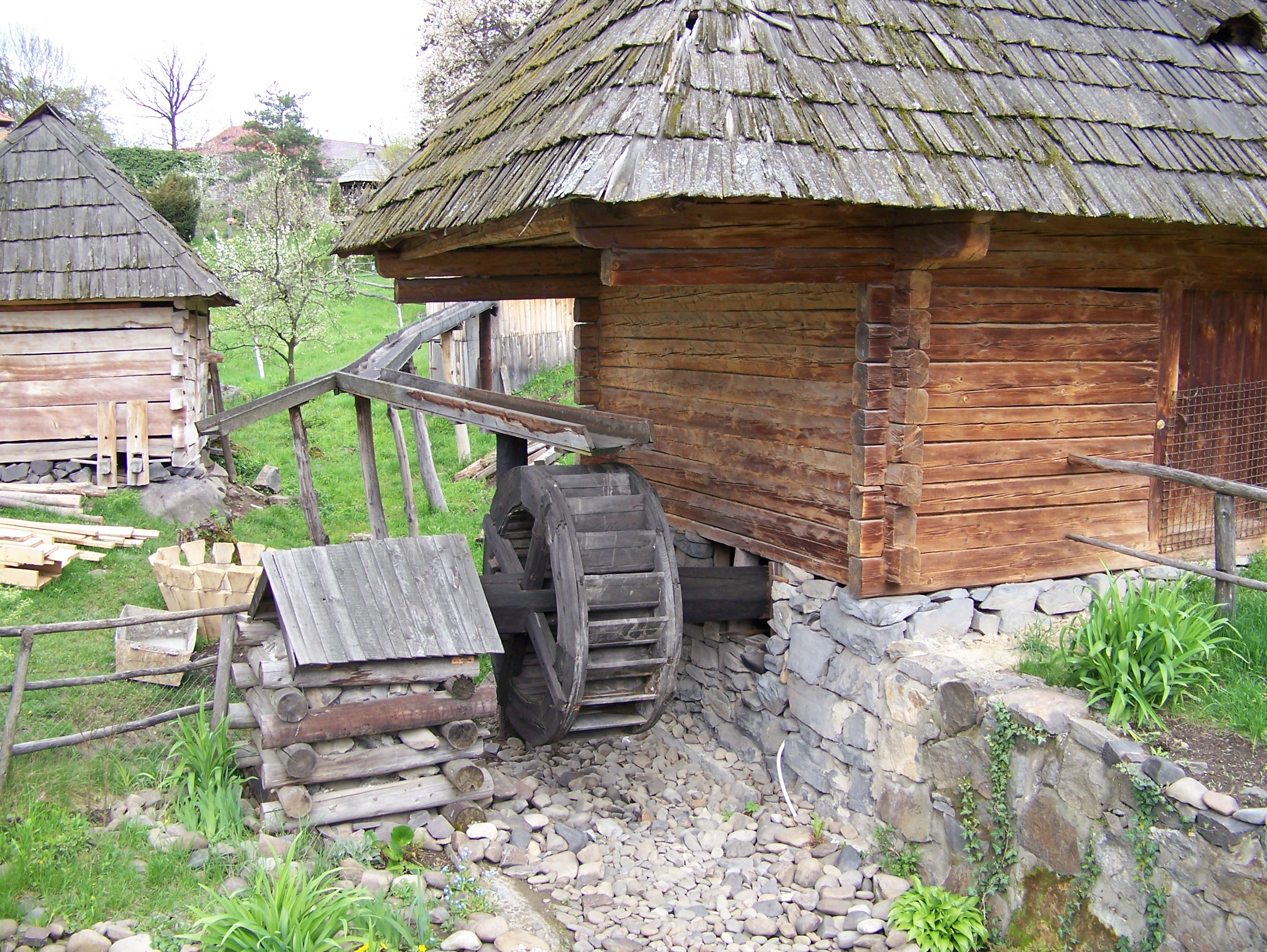
Водяне колесо на водяному млині в Закарпатському музеї народної архітектури та побуту (Ужгород)

Водяне́ ко́лесо, також млинове коло — це механічний пристрій, який перетворює енергію потоку води або енергію піднятої води (гідроенергія) в обертовий рух, що може використовуватись як рушій в інших механізмах (наприклад, водяний млин, водяна лісопильня, водяна кузня). Зворотне перетворення застосовувалося в гребних колесах на перших пароплавах.
Водяне колесо — це велике дерев'яне або металеве колесо з лопатями або ковшами на зовнішній поверхні обода. Лопаті (ковші) утворюють рушійну поверхню. Найчастіше колесо монтується вертикально на горизонтальній осі, але так зване норвезьке колесо встановлюється горизонтально на вертикальній осі. Вертикальні колеса можуть передавати енергію механізмам через вісь із шестернею і, зазвичай, приводні ремені. Горизонтальні колеса здебільшого використовуються для безпосереднього привода механізмів.

## Історія
Водяні колеса з'явились у стародавні часи і були у використанні навіть в XX столітті. Нині водяні колеса не мають практичного застосування. Головний недолік водяних коліс полягає у їхній залежності від наявності й кількості води, що обмежує можливість їх застосування та розміщення. Для забезпечення водяного колеса водою часто будувались греблі, створювались водосховища і ставки.

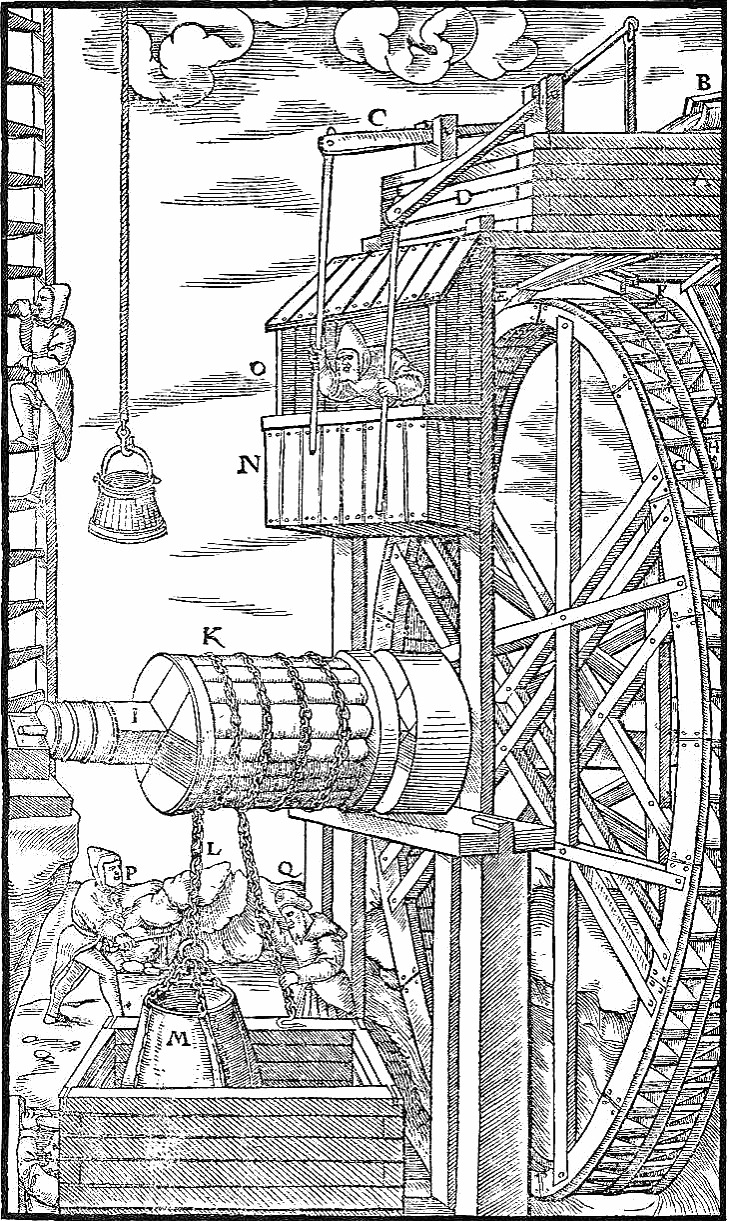
Шахтна підіймальна установка з приводом від водяного колеса. De re metallica, 1566 р.

Наукові досягнення дали змогу значно збільшити ефективність водяного колеса в другій половині XVIII століття. Серед удосконалень можна відзначити підвіс колеса та встановлення зубчатої шестірні на ободі або кожусі водяного колеса. Підвіс колеса почав виконуватись таким способом, який можна бачити на сучасному велосипедному колесі — обід постійно напружений від втулки. Це дає змогу робити колеса більшими й легшими порівняно з попередньою конструкцією, де важкі й масивні спиці утримують усе навантаження. Менша шестірня, що зчеплена з шестірнею на ободі водяного колеса, передає потужність до механізмів, використовуючи власний вал. Це зняло з осі водяного колеса обертальні навантаження, що дало змогу робити її легшою, а також додало гнучкості в можливостях розташування силової передачі. Кількість обертів на валу збільшується, що призводить до менших втрат енергії. Приклад такого колеса можна бачити на реставрованому колесі 1849 року в Канальному пакгаузі на Портлендському ставі при Дьюкінфілд-Джанкшн.
У доіндустріальний період водяне колесо було основним постачальником енергії. Після того як у 1827 році Бенуа Фурнерон розробив водяну турбіну, водяні колеса поступово почали витіснятись. Турбіни менші за розміром, дешевші, більш ефективні, а головне — здатні працювати з перепадами води, які перевищують практичні розміри водяних коліс. Повне заміщення водяних коліс турбінами відбувалось понад 100 років.
Верхньобійне (і особливо задньобійне) водяні колеса є найбільш ефективним типом; задньобійне сталеве колесо може бути більш ефективним (до 60 %), ніж перші побудовані турбіни.

## Застосування
- Для помелу і просіювання зерна (водяний млин).
- В іригації — норії.
- У сукновальній справі (з 1223 Німеччина).
- Для виготовлення паперу в папірнях (з 1238 Іспанія).
- Для кування заліза водяним молотом у водяних кузнях (з 1197 Швеція).
- Для розпилювання колод на водяних лісопильнях (не пізніше 1240).
- Для м'яття і тіпання льону.
- Для валяння сукна у валюшах.
- Водяне колесо, що обертає генератор електричного струму, отримало назву гідроелектростанції.
- Для зворотного перетворення енергії на рух, наприклад — Водохід Івана Кулібіна і в гребних колесах на перших пароплавах.

## Типи

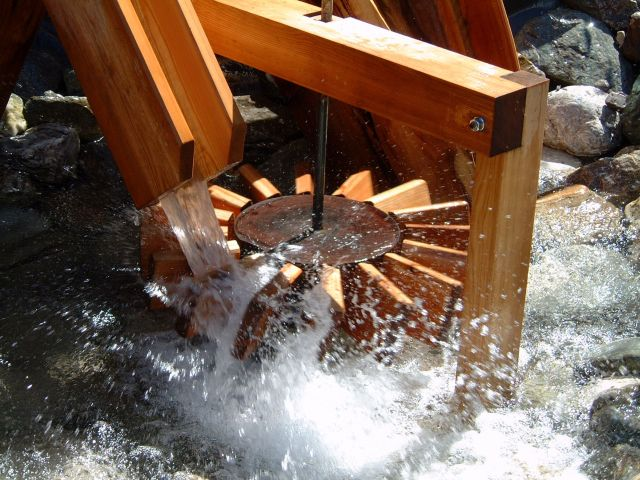
Горизонтальне (мутовчасте) водяне колесо

Розрізняють три основні види водяного колеса для перетворення гідроенергії в енергію обертового руху:
- наливне (верхньобійне), де вода подається зверху по жолобу. ККД — до 85 %. Розрізняють наливні колеса з прямим і назаднім ходом.
- підливне (нижньобійне) водяне колесо, де вода подається до нижньої частини. Окремий підтип — потокове колесо. ККД — до 35 %.
- середньобійне, де вода подається на середину висоти. ККД — до 75 %.

### Мутовчасте колесо
Горизонтальне, мутовчасте чи «норвезьке» колесо, «норвезький млинок» (англ. Norse mill), «грецький млинок» — водяне колесо, яке закріплене на вертикальному валу. Вода ллється згори через лотоки. Являє собою найпростішу, архаїчну форму сучасної водяної турбіни. Перша згадка про водяні колеса належить до бл. 400 року до н. е., про колесо з горизонтальною віссю — до бл. 200 р. до н. е., отже, мутовчасті колеса є найдавнішим типом водяних коліс.

### Потокове колесо
Потокове колесо (англ. stream wheel) занурене нижньою частиною у воду. ККД такого колеса до XVIII ст. становив близько 20 %, пізніше його вдалося довести до 50-60 %.

### Нижньобійне колесо

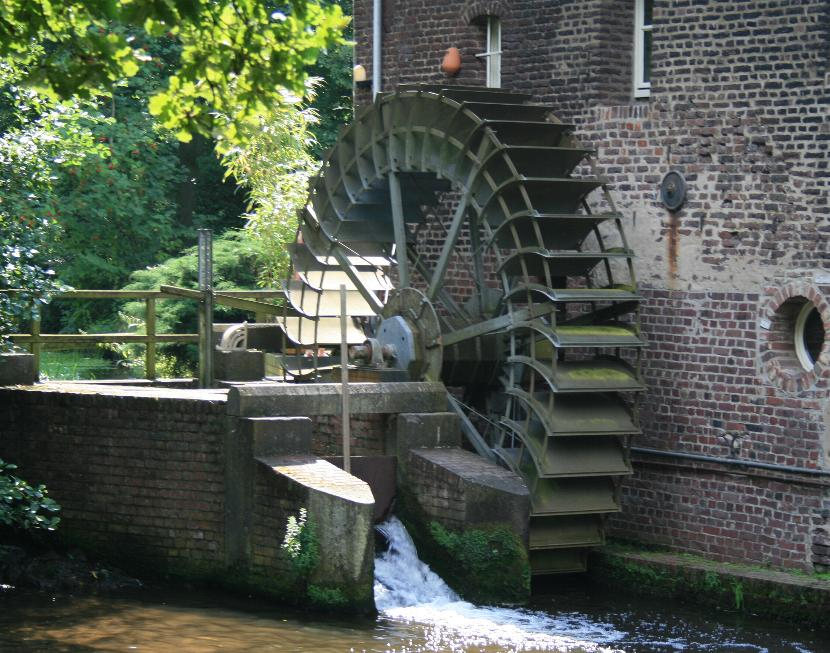
Нижньобійне колесо

Нижньобійне чи підливне колесо — вертикально встановлене водяне колесо з горизонтальною віссю, яке урухомлюється потоком води з низької греблі, що б'є на нижню частину колеса. Більшість енергії припадає на силу течії води і порівняно мало — на силу падіння.
Термін «нижньобійне колесо» може вживатися в кількох споріднених, але відмінних значеннях:
- колесо, в якого потік води проходить під ним;[4]
- колесо, в якого потік води б'є на нижню чверть;
- колесо, лопаті якого занурені у воду (тобто потокове)[5][6].

Водяні млини з підливними колесами називаються «підсубі́йними» (від пол. podsiębierny) «підсубі́йками», «підсубі́йниками».

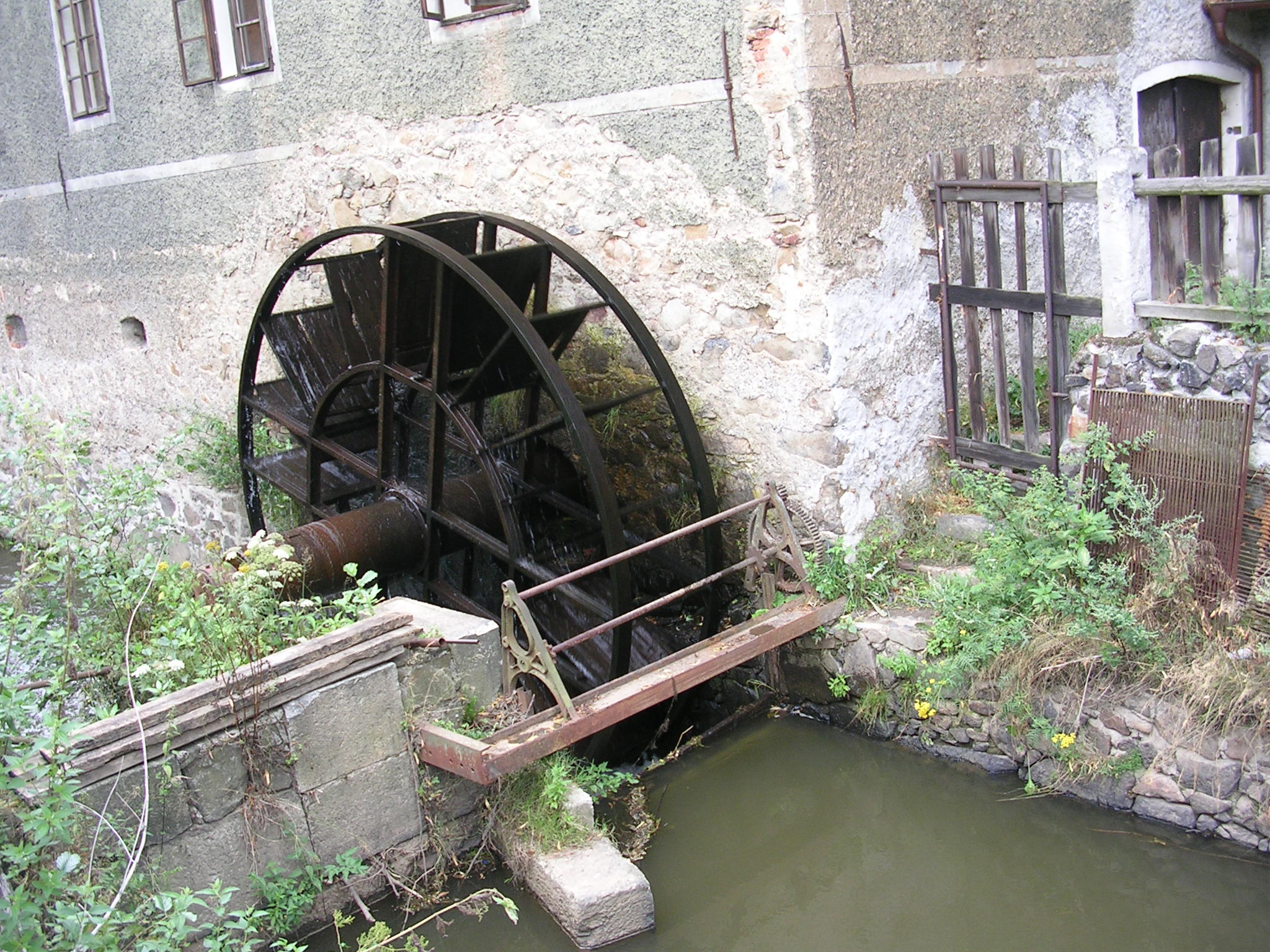
Середньобійне колесо

### Середньобійне колесо
Середньобійне колесо (англ. breastshot wheel) — вертикально розташоване водяне колесо, що приводиться в рух потоком води, який б'є приблизно на середину висоти її задньої половини.
Вони характеризуються такими особливостями:
- черпаки мають специфічну форму для зменшення турбулентності при надходженні водного потоку;
- черпаки мають отвори на боках для виходу повітря при надходженні води;
- мурований «фартух» майже впритул до задньої частини колеса, з-під якого вода наповнює черпаки.

У цьому типі колеса використовується як кінетична енергія (потоку води), так і потенційна (висоти падіння і ваги води).

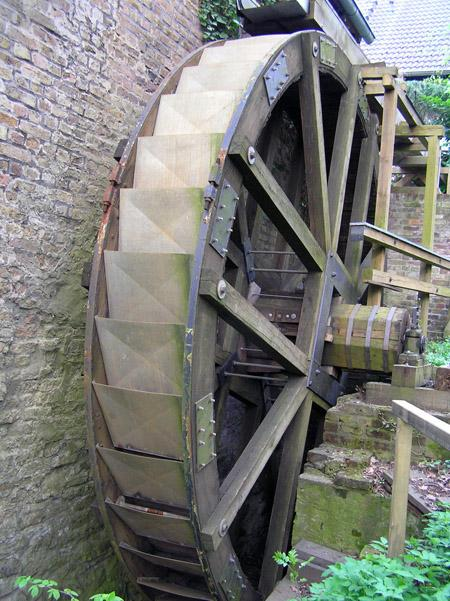
Верхньобійне колесо

Внаслідок малого просвіту між «фартухом» і колесом є ймовірність заклинювання і пошкодження останнього плавучим сміттям (корчами, гілками). Для захисту колеса встановлюється дерев'яна чи металева решітка (у США її називають trash rack).
Середньобійне колесо менш ефективне порівняно з верхньобійним і задньобійним, але уможливлює використовувати сильний водний потік і відповідно забезпечити високу потужність. Такі колеса були вельми поширені в США і вважається, що вони зіграли значну роль у промисловій революції.

### Верхньобійне колесо
Верхньобійне чи наливне колесо — вертикально встановлене водяне колесо з горизонтальною віссю, що урухомлюється потоком води, який падає на черпаки згори колеса.
До типового наливного колеса вода підводиться зверху через лотоки, кінець яких розташовується трохи назад від осі. Вода наповнює черпаки на передній половині колеса, роблячи її важче «порожньої» задньої. Вага повертає колесо, потім вода виливається з черпаків у нижній канал.

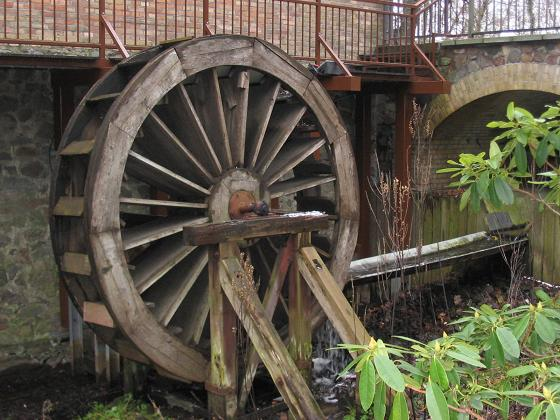
Задньобійне колесо

Водяні млини з наливними колесами були відомі як «коречні», «корчаки́», «коре́чники»: від слова «корець», яким називали лопатку-черпак такого колеса, складену з двох дощок («сноза» і «корчівки»).

### Задньобійне колесо
Задньобійне чи наливне назаднє водяне колесо — різновид верхньобійного, де вода ллється прямо перед його верхньою точкою. На відміну від звичайного верхньобійного, задньобійне обертається проти годинникової стрілки, таким чином, напрямок його руху в нижній частині збігається з напрямком руху води в нижньому каналі, що робить його більш ефективним. Найбільш повно воно показує свою ефективність під час підтоплень нижнього каналу, коли низ колеса опиняється зануреним у воду і верхньобійне має долати її опір. Такі колеса підходять для млинів, розташованих на річках, що зазнають значних змін у водному режимі.

### Мішані типи
Існують колеса, що сполучають ознаки вищеперелічених типів. Наприклад, верхньобійне колесо може отримувати додаткову енергію від потоку води під ним, подібно потоковому колесу.
Колеса з реверсивним рухом
Особливий тип мішаних коліс — колеса з реверсивним рухом. Таке колесо має два ряди лопатей чи черпаків, спрямованих в протилежні напрямки, таким чином, що воно може обертатися в різні боки: залежно від напрямку подаваного потоку води. Колись такі колеса використовували в гірництві в підіймальних пристроях. Змінюючи напрямок обертання колеса, підіймали чи опускали бадді з рудою в шахтах чи на схилах. На валу кріпився канатний чи ланцюговий барабан (нім. Kettenkorb). Характерно, що колесо було споряджене гальмовим пристроєм, щоб забезпечити можливість швидкої зупинки механізму. Найраніший відомий малюнок реверсивного колеса належить Георгію Агріколі і датується 1556 р.

### Характеристика
| Горизонтальне, мутовчасте чи норвезьке колесо - Горизонтальне колесо з вертикальним валом - Потік води вдаряє по лопатях, встановлених на валу - Рушійні поверхні — лопаті - Вода — малий обсяг, значна висота падіння - ККД — низький |
| Потокове колесо. Прикладом цього типу є пароплавні гребні колеса. - Вертикальне колесо з горизонтальним валом - Нижня частина колеса занурена в проточну воду - Рушійні поверхні — лопаті — плоскі до XVIII ст., пізніше вигнуті - Вода — дуже великий обсяг, відсутність висоти падіння - ККД — близько 20 % до XVIII ст., пізніше 50—60 % |
| Нижньобійне чи підливне - Вертикальне колесо з горизонтальним валом - Вода вдаряє зверху вниз по нижній чверті колеса - Рушійні поверхні — лопаті — плоскі до XVIII ст., пізніше вигнуті - Вода — великий обсяг, мала висота падіння - ККД — близько 20 % до XVIII ст., пізніше 50—60 %                                                     |
| Середньобійне - Вертикальне колесо з горизонтальним валом - Вода вдаряє по колесі приблизно посередині, зазвичай між 1/4 і 3/4 висоти. - Рушійні поверхні — черпаки — їхня форма покликана забезпечити плавне надходження води. - Вода — значний обсяг, середня висота падіння - ККД — 50—60 %                                              |
| Задньобійне - Вертикальне колесо з горизонтальним валом - Вода б'є поблизу верху колеса перед валом, таким чином, що воно обертається в напрямку, зворотному течії - Рушійні поверхні — черпаки - Вода — малий обсяг, значна висота падіння - ККД — 80—90 %                                                                                 |
| Верхньобійне чи наливне - Вертикальне колесо з горизонтальним валом - Вода б'є поблизу верху колеса за валом, таким чином, що воно обертається в напрямку течії - Рушійні поверхні — черпаки - Вода — малий обсяг, значна висота падіння - ККД — 80—90 %                                                                                    |

## Потужність
Потужність нижньобійного колеса або колеса просто зануреного в річку залежить від кінетичної енергії потоку. Приблизна потужність, яку можна одержати з такого колеса, може бути обчислена за формулою: Потужність (Ват) = 500 × A × V3 × С
A = Площа занурених лопатей (квадратні метри)
V = Швидкість потоку (метрів за секунду)
C = Коефіцієнт корисної дії (близько 20 %)
Швидкість обертання колеса = 9 × V/D об/хв
D = діаметр в метрах
Для середньо- або верхньобійного колеса вага води, що протікає через колесо, множиться на висоту між верхнім та нижнім рівнями води: Потужність (Ват) = 9,8 × Q × H × C
Q = масова витрата води (кілограм за секунду)
H = висота падіння між верхнім та нижнім рівнями води (метрів).
C = Коефіцієнт корисної дії
Оптимальна швидкість обертання середньо- або верхньобійного колеса становить приблизно: Швидкість обертання колеса = 21/ √D
D = діаметр колеса в метрах

## Норія
Водяне колесо часто використовується як рушій в підіймальних пристроях — норіях та чигирях.

## Галерея

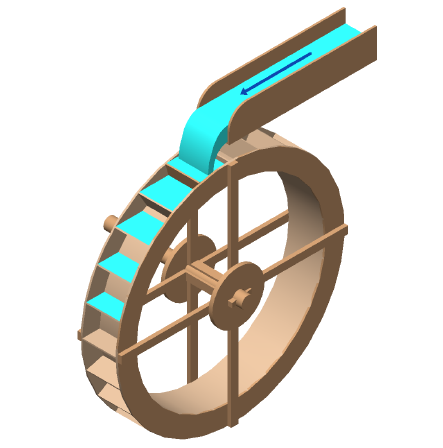
Наливне водяне колесо
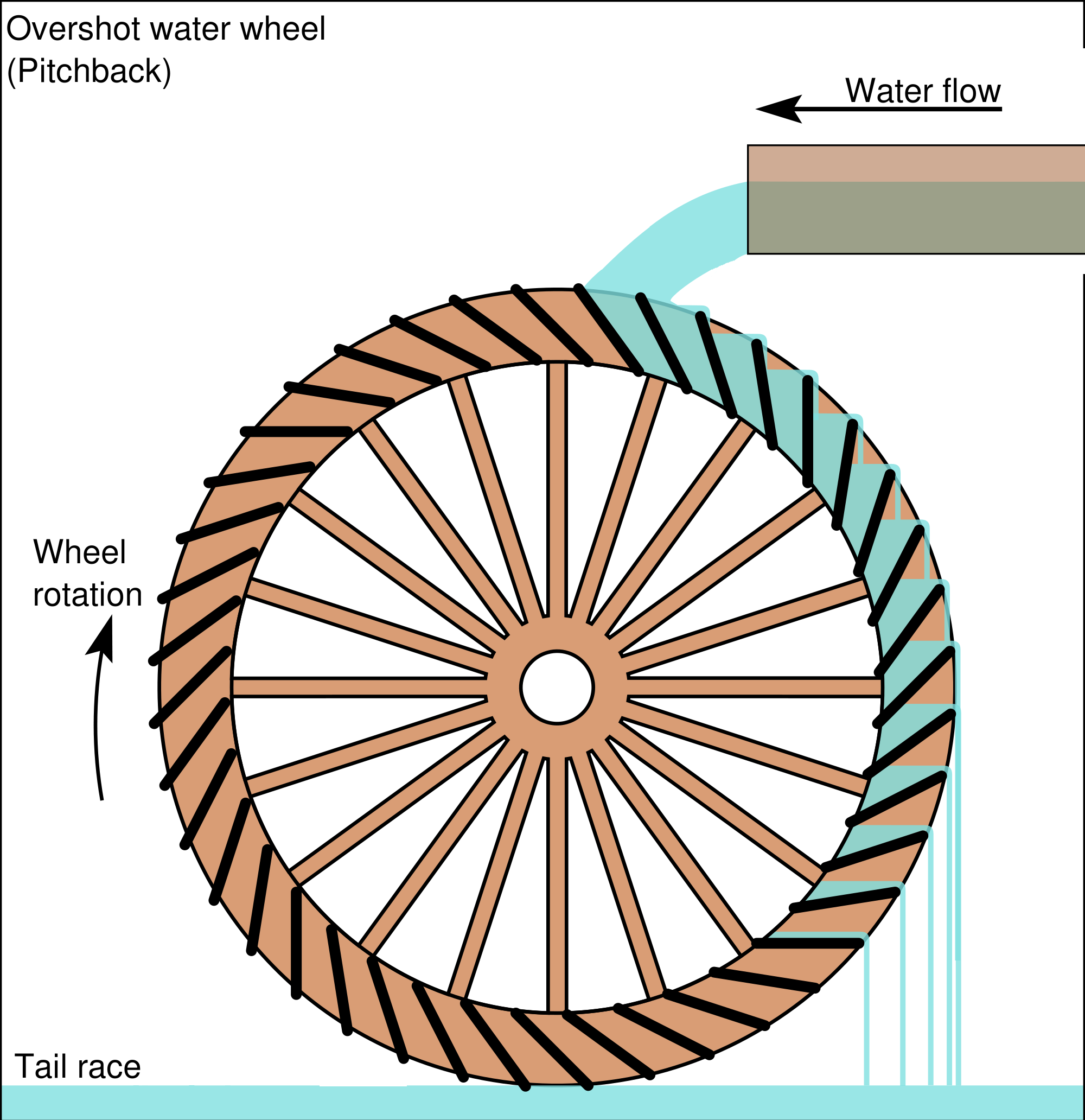
Наливне назаднє водяне колесо (задньобійне)
Потокове водяне колесо
Середньобійне водяне колесо

### У геральдиці

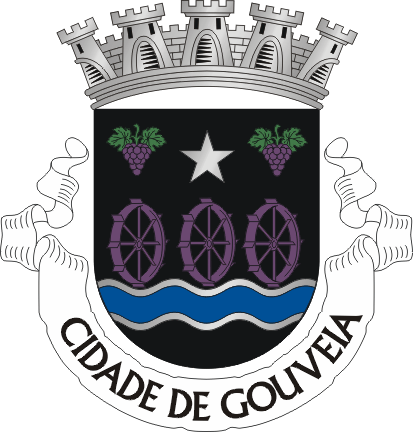
Говейя
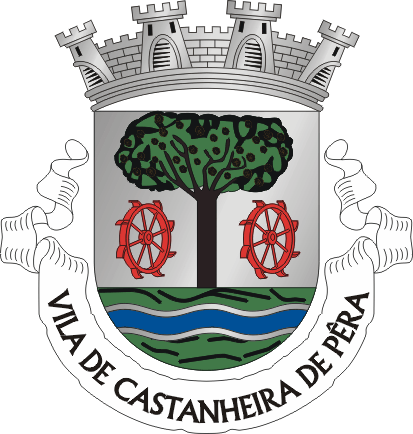
Каштаньєйра-де-Пера
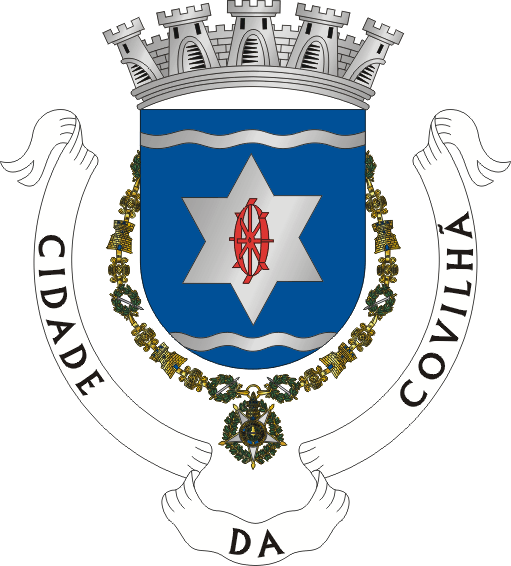
Ковілян
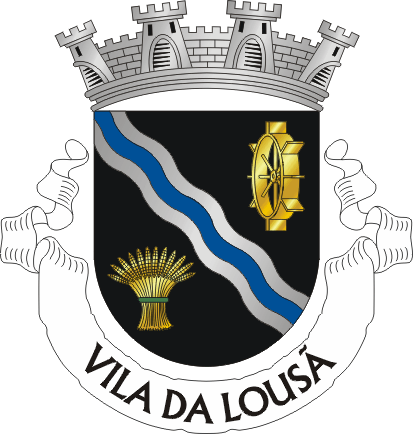
Лозан
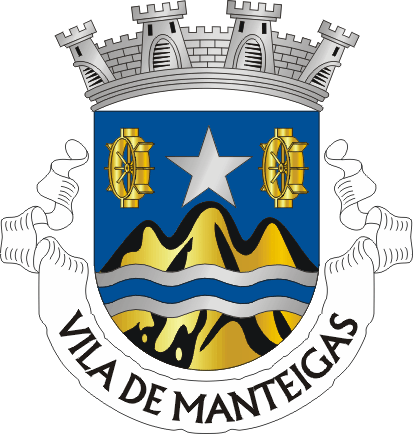
Мантейгаш
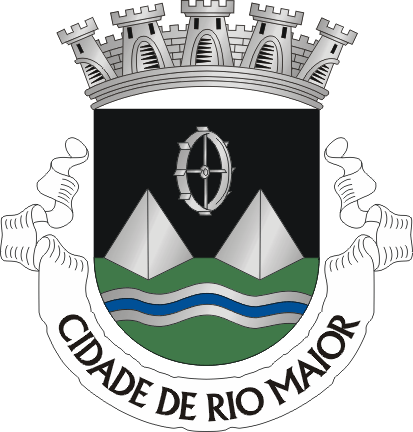
Ріу-Майор